# Arturo Coddou
Arturo Armando Coddou Geerdts (* 14. Januar 1905 in Penco; † 31. Dezember 1954 in Concepción) war ein chilenischer Fußballspieler.

## Karriere
Coddou, der auf der Position des Stürmers spielte, gehörte mindestens 1930 dem chilenischen Klub Fernández Vial an. Er war Mitglied der Nationalmannschaft seines Heimatlandes und nahm mit ihr an der ersten Fußball-Weltmeisterschaft 1930 teil. Dort stand er jedoch nur im Aufgebot Chiles, einen Einsatz während des Turniers kann er nicht vorweisen.